# 粟野站

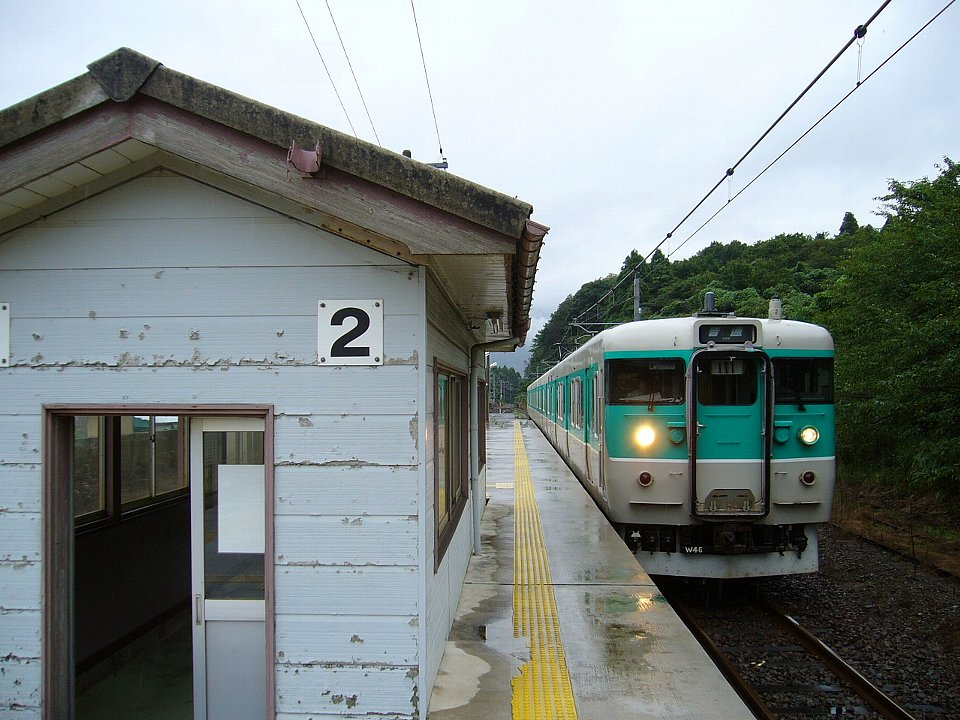
在2號月台停靠中的113系列車（2006年9月13日）

粟野站（日语：／ Awano eki */?）是位於福井縣敦賀市野坂，西日本旅客鐵道（JR西日本）的小濱線車站。

## 歷史
- 1917年（大正6年）12月15日 - 小濱線敦賀站至十村站之間開通，此站啟用。為旅客和貨物車站。
- 1973年（昭和48年）3月15日 - 售票、檢票業務停止，旅客業務無人化。但是運輸要員繼續設有職員。
- 1980年（昭和55年）9月25日 - 結束貨物起卸業務。此站東邊曾經設有若狹矽石礦山，並設有專用線運送矽石。實際上的專用線分支點靠近東美濱站，但是在書本上指在此站分支。在敷設專用線時，東美濱站還未啟用[1]。
- 1986年（昭和61年）
  - 再次開始發售近距離乘車票服務。
  - 11月1日 - 隨着小濱線引入特殊自動閉塞，運輸業務無人化。售票近距離乘車票的服務繼續。
- 1987年（昭和62年）4月1日 - 伴隨國鐵分割民營化，車站由西日本旅客鐵道（JR西日本）營運。
- 1991年（平成3年）4月1日 - 成為無人車站。

## 車站構造
車站是一座地面車站，設有1面2線的島式月台，可進行列車交會。月台與車站大樓之間設有站內平交道連接。
曾經此站附近設有礦山支線，另外也設有大日本帝國陸軍省（現時的遺址變成了國立醫院機構與團地），因此此站曾經繁榮起來。隨後，隨著使用人次減少，此站成為了無人車站，由敦賀地域鐵道部管理。原車站大樓在1917年已經建成，隨著小濱線直流電氣化，新建了一座車站大樓，該大樓同時設有敦賀市交流設施。鄰接大樓設有變電站。此站的配線不是一線通過結構，因此列車進出車站時的速度限制定於50km/h。月台南邊曾經設有留置線。月台與車站大樓之間沒有梯級差。

### 月台
| 月台 | 路線    | 上下行 | 方向             |
| ---- | ------- | ------ | ---------------- |
| 1    | ■小濱線 | 下行   | 敦賀方向         |
| 2    | ■小濱線 | 上行   | 小濱、東舞鶴方向 |

## 使用狀況
根據「福井縣統計年鑑」，在2018年（平成30年）度1日平均乘車人次為76人。
以下各為年度1日平均乘車人次列表：
| 年度   | 1日平均 乘車人次 |
| ------ | ---------------- |
| 1997年 | 67               |
| 1998年 | 71               |
| 1999年 | 56               |
| 2000年 | 46               |
| 2001年 | 48               |
| 2002年 | 51               |
| 2003年 | 47               |
| 2004年 | 44               |
| 2005年 | 39               |
| 2006年 | 43               |
| 2007年 | 49               |
| 2008年 | 51               |
| 2009年 | 53               |
| 2010年 | 48               |
| 2011年 | 44               |
| 2012年 | 50               |
| 2013年 | 68               |
| 2014年 | 73               |
| 2015年 | 70               |
| 2016年 | 66               |
| 2017年 | 61               |
| 2018年 | 76               |

## 車站周邊
由於車站位於斜坡頂，因此此站視野比較好。車站距離市區有一段距離。車站鄰近野坂岳。
- 敦賀市社區巴士（日语：敦賀市コミュニティバス）野坂、雲雀丘線「野坂」巴士站（列車不能通行時，代行巴士也停靠相同巴士站） - 北邊約0.3公里
- 國立醫院機構敦賀醫療中心（日语：国立病院機構敦賀医療センター） - 東北方約1.3公里

以下地點位於車站南邊。（車站只有北邊出口，因此需要繞過車站前往。）
- 敦賀市立少年自然之家（日语：少年自然の家） - 約1.7公里
  - 野坂休憩之森 - 約1.8公里
- 野坂岳登山口- 約2.2公里

## 相鄰車站
西日本旅客鐵道（JR西日本）
■小濱線
東美濱－粟野－西敦賀

## 注腳
1. ↑  .   [2020-12-21]. （原始内容存档于2012-06-18）.
2. ↑  福井県統計年鑑 （页面存档备份，存于）（日語）
3. ↑   (PDF). 福井県.   [2020-05-10]. （原始内容 (PDF)存档于2021-11-03） （日语）.

## 外部連結
- 粟野｜車站資訊：JR出門網 - 西日本旅客鐵道（日語）